# Dieter Gieseler
Dieter Gieseler (Münster, 10 de gener de 1941 - Amelunxen, Beverungen, 8 de febrer de 2008) va ser un ciclista alemany que fou professional entre 1962 i 1967.
Com a ciclista amateur va prendre part en els Jocs Olímpics de Roma de 1960, en què guanyà una medalla de plata en la prova del quilòmetre contrarellotge, per darrere Sante Gaiardoni.
Era germà del també ciclista Edi Gieseler.